# Wasserturm Sindelfingen-Steige

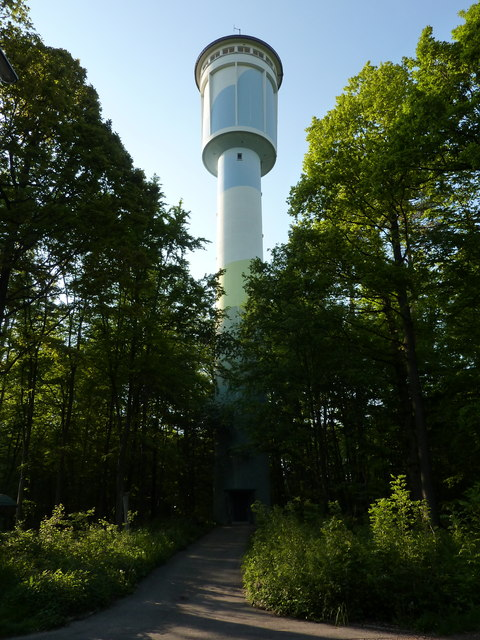
Wasserturm Sindelfingen-Steige (2010)

Der Wasserturm Sindelfingen-Steige ist ein 65,60 Meter hoher Wasserturm in Sindelfingen in Baden-Württemberg, der 1960 erbaut wurde. Er diente ursprünglich auch als Aussichtsturm, allerdings ist die Aussichtsplattform schon seit Jahren geschlossen. 

## Sendeanlage
Seit 1988 befindet sich auf seiner Spitze eine Sendeantenne für UKW-Rundfunk zur Verbreitung des Hörfunkprogramms Radio Energy (Böblingen, Calw, Freudenstadt) mit 2 kW ERP auf 104,3 MHz (vormals R.TV-Radio, Radio BB).